# Campionati statunitensi di sci alpino 2007
I Campionati statunitensi di sci alpino 2007 si sono svolti ad Alyeska dal 29 marzo al 3 aprile. Il programma ha incluso gare di discesa libera, supergigante, slalom gigante, slalom speciale e combinata, tutte sia maschili sia femminili.
Trattandosi di competizioni valide anche ai fini del punteggio FIS, vi hanno partecipato anche sciatori di altre federazioni, senza che questo consentisse loro di concorrere al titolo nazionale statunitense.

## Risultati

### Uomini

#### Discesa libera
| Pos. | Atleta               | Nazione     | Tempo   |
| ---- | -------------------- | ----------- | ------- |
| 1    | Marco Sullivan       | Stati Uniti | 1:43,70 |
| 2    | Erik Fisher          | Stati Uniti | 1:44,79 |
| 3    | Jeremy Transue       | Stati Uniti | 1:44,85 |
| 4    | Steven Nyman         | Stati Uniti | 1:45,07 |
| 5    | TJ Lanning           | Stati Uniti | 1:45,17 |
| 6    | Scott Macartney      | Stati Uniti | 1:45,27 |
| 7    | Justin Johnson       | Stati Uniti | 1:45,40 |
| 8    | Will Brandenburg     | Stati Uniti | 1:45,43 |
| 9    | Christopher Beckmann | Stati Uniti | 1:45,55 |
| 10   | Tim Jitloff          | Stati Uniti | 1:45,58 |

Data: 30 marzo

#### Supergigante
| Pos. | Atleta           | Nazione     | Tempo   |
| ---- | ---------------- | ----------- | ------- |
| 1    | Bode Miller      | Stati Uniti | 1:07,35 |
| 2    | Steven Nyman     | Stati Uniti | 1:07,56 |
| 3    | TJ Lanning       | Stati Uniti | 1:08,08 |
| 4    | Scott Macartney  | Stati Uniti | 1:08,24 |
| 5    | Will Brandenburg | Stati Uniti | 1:08,32 |
| 6    | Andrew Weibrecht | Stati Uniti | 1:08,34 |
| 7    | Marco Sullivan   | Stati Uniti | 1:08,88 |
| 8    | Tim Jitloff      | Stati Uniti | 1:08,89 |
| 9    | Ted Ligety       | Stati Uniti | 1:09,02 |
| 10   | Travis Ganong    | Stati Uniti | 1:09,07 |

Data: 31 marzo

#### Slalom gigante
| Pos. | Atleta                | Nazione     | Tempo   |
| ---- | --------------------- | ----------- | ------- |
| 1    | Ted Ligety            | Stati Uniti | 2:22,34 |
| 2    | Will Brandenburg      | Stati Uniti | 2:24,66 |
| 3    | Cody Marshall         | Stati Uniti | 2:24,78 |
| 4    | Mark Heinrich-Wallace | Stati Uniti | 2:26,25 |
| 5    | Chris Frank           | Stati Uniti | 2:26,61 |
| 6    | Austin Johnson        | Stati Uniti | 2:26,96 |
| 7    | Jeremy Transue        | Stati Uniti | 2:27,14 |
| 8    | Drew Roberts          | Stati Uniti | 2:27,32 |
| 9    | Maximilian Hammer     | Stati Uniti | 2:27,70 |
| 10   | Stefan Hughes         | Stati Uniti | 2:27,81 |

Data: 3 aprile

#### Slalom speciale
| Pos. | Atleta                | Nazione     | Tempo   |
| ---- | --------------------- | ----------- | ------- |
| 1    | Jimmy Cochran         | Stati Uniti | 1:45,72 |
| 2    | Ted Ligety            | Stati Uniti | 1:46,04 |
| 3    | Bode Miller           | Stati Uniti | 1:47,15 |
| 4    | Paul McDonald         | Stati Uniti | 1:47,25 |
| 5    | David Chodounsky      | Stati Uniti | 1:47,33 |
| 6    | TJ Lanning            | Stati Uniti | 1:47,37 |
| 7    | Tim Jitloff           | Stati Uniti | 1:47,66 |
| 8    | Steven Nyman          | Stati Uniti | 1:48,40 |
| 9    | Mark Heinrich-Wallace | Stati Uniti | 1:48,77 |
| 10   | Stefan Hughes         | Stati Uniti | 1:49,57 |

Data: 1º aprile

#### Combinata
| Pos. | Atleta     | Nazione     |
| ---- | ---------- | ----------- |
| 1    | Ted Ligety | Stati Uniti |
| 2    | ?          | ?           |
| 3    | ?          | ?           |

### Donne

#### Discesa libera
| Pos. | Atleta            | Nazione     | Tempo   |
| ---- | ----------------- | ----------- | ------- |
| 1    | Kaylin Richardson | Stati Uniti | 1:48,34 |
| 2    | Julia Littman     | Stati Uniti | 1:50,04 |
| 3    | Chelsea Marshall  | Stati Uniti | 1:50,14 |
| 4    | Stacey Cook       | Stati Uniti | 1:50,29 |
| 5    | Leanne Smith      | Stati Uniti | 1:50,90 |
| 6    | Julia Mancuso     | Stati Uniti | 1:51,20 |
| 7    | Caitlin Ciccone   | Stati Uniti | 1:51,34 |
| 8    | Kirsten Cooper    | Stati Uniti | 1:51,35 |
| 9    | Resi Stiegler     | Stati Uniti | 1:51,57 |
| 10   | Keely Kelleher    | Stati Uniti | 1:51,81 |

Data: 30 marzo

#### Supergigante
| Pos. | Atleta            | Nazione     | Tempo   |
| ---- | ----------------- | ----------- | ------- |
| 1    | Julia Mancuso     | Stati Uniti | 1:11,80 |
| 2    | Stacey Cook       | Stati Uniti | 1:12,03 |
| 3    | Katie Hitchcock   | Stati Uniti | 1:12,12 |
| 4    | Jessica Kelley    | Stati Uniti | 1:12,62 |
| 5    | Julia Lttiman     | Stati Uniti | 1:12,80 |
| 6    | Kiley Staples     | Stati Uniti | 1:12,90 |
| 7    | Kaylin Richardson | Stati Uniti | 1:12,91 |
| 8    | Kirsten Cooper    | Stati Uniti | 1:13,03 |
| 9    | Courtney Hammond  | Stati Uniti | 1:13,11 |
| 10   | Hannah Victory    | Stati Uniti | 1:13,19 |

Data: 31 marzo

#### Slalom gigante
| Pos. | Atleta          | Nazione       | Tempo   |
| ---- | --------------- | ------------- | ------- |
| 1    | Resi Stiegler   | Stati Uniti   | 2:11,90 |
| 2    | Caitlin Ciccone | Stati Uniti   | 2:12,02 |
| 3    | Julia Mancuso   | Stati Uniti   | 2:12,14 |
| 4    | Jessica Kelley  | Stati Uniti   | 2:12,25 |
| 5    | Sarah Schädler  | Liechtenstein | 2:13,90 |
| 6    | Megan McJames   | Stati Uniti   | 2:14,13 |
| 7    | Lucie Zíková    | Rep. Ceca     | 2:14,91 |
| 8    | Keely Kelleher  | Stati Uniti   | 2:15,14 |
| 9    | Katie Hitchcock | Stati Uniti   | 2:15,37 |
| 10   | Kiley Staples   | Stati Uniti   | 2:15,44 |

Data: 2 aprile

#### Slalom speciale
| Pos. | Atleta            | Nazione     | Tempo   |
| ---- | ----------------- | ----------- | ------- |
| 1    | Resi Stiegler     | Stati Uniti | 1:35,81 |
| 2    | Sterling Grant    | Stati Uniti | 1:35,96 |
| 3    | Hailey Duke       | Stati Uniti | 1:36,40 |
| 4    | Caitlin Ciccone   | Stati Uniti | 1:36,72 |
| 5    | Jessica Kelley    | Stati Uniti | 1:37,02 |
| 6    | Julia Mancuso     | Stati Uniti | 1:37,03 |
| 7    | Stefanie Klocker  | Austria     | 1:37,70 |
| 8    | Katie Hitchcock   | Stati Uniti | 1:37,96 |
| 9    | Jenny Lathrop     | Stati Uniti | 1:37,97 |
| 10   | Kaylin Richardson | Stati Uniti | 1:38,08 |

Data: 1º aprile

#### Combinata
| Pos. | Atleta            | Nazione     |
| ---- | ----------------- | ----------- |
| 1    | Kaylin Richardson | Stati Uniti |
| 2    | ?                 | ?           |
| 3    | ?                 | ?           |